# Clarence Darrow
Clarence Seward Darrow (Kinsman (Ohio), 18 april 1857 – Chicago, 13 maart 1938) was een beroemd Amerikaans strafpleiter en lid van de American Civil Liberties Union (ACLU). Hij nam in zijn carrière vaak de zaak van de underdog aan en was een vurig pleitbezorger van agnosticisme, persoonlijke vrijheid en de afschaffing van de doodstraf. Hij wordt omschreven als iemand die de menselijke natuur had doorgrond en toch vol mededogen zat. Gedenkwaardig werd hij omwille van zijn humor en verstand, wat hem een van de bekendste Amerikaanse advocaten maakt.

## Biografie

### Opvoeding
Clarence Darrow werd geboren in Farmdale, een kleine gemeenschap in zuidwest Kinsman, een stad in de staat Ohio dat in het Middenwesten van de Verenigde Staten ligt. Hij is de zoon van Ammirus Darrow en Emily (Eddy) Darrow. Clarence dankt zijn tweede naam aan de bewondering van zijn ouders voor senator William H. Seward (een voorvechter van de afschaffing van de slavernij).

Vader Darrow was opgeleid als unitair dominee maar verloor zijn geloof en voedde Clarence op als agnosticus. Moeder Eddy kwam op voor vrouwenrechten. De jonge Clarence bracht zijn jeugd door in de zaak van zijn vader, een begrafenisondernemer en meubelmaker.

### Studies
Zijn schoolcarrière begon aan de staatsschool in Ohio. Later studeerde hij aan het Allengheny College waar zijn vader en oudere zus afstudeerden.
In 1877 begon Clarence op aandringen van zijn vader aan de Universiteit van Michigan in Ann Arbor aan de rechtenfaculteit. Hij zette die studie echter na een jaar stop omdat dit te duur werd voor zijn familie maar ook omdat hij vond dat hij ook zonder college te volgen advocaat kon worden.

Het jaar erop begon hij te werken in een advocatenkantoor in Youngstown, ook in Ohio.

### Wordt advocaat en start gezin
In 1879 op 22-jarige leeftijd werd Clarence lid van de balie in Ohio en startte als advocaat in Youngstown. Op 18 mei 1880 trad hij in het huwelijk met Jessie Ohl. Later dat jaar verhuisde het jonge koppel naar Andover, zo'n 15 km van zijn geboortestad waar hij zijn eerste praktijk had. Zijn enig kind, zoon Paul, werd er in 1883 geboren. Het jaar erop verhuisde het jonge gezin naar Ashtabula in Ohio waar Clarence politiek betrokken raakte bij de Democratische partijpolitiek en er als gemeenteraadslid werd verkozen.

Zeven jaar later verhuisde het gezin naar Chicago op zoek naar interessanter werk.

### Chicago
De beslissing om naar Chicago te verhuizen speelde een belangrijke rol in zijn leven. Clarence zou er belangrijke politieke en juridische banden smeden die hij in Ohio nooit had kunnen verwezenlijken. In Chicago werkte hij als advocaat voor de stad en trad er op als spreker op congressen. Hij maakt er kennis met de gouverneur van Illinois, John Altgeld en werd diens protegé. Met de hulp van Altgeld werd Darrow bedrijfsadvocaat voor de Chicago & Northwestwestern Railway Company.
Hij kreeg er connecties met de socialistische beweging door er op te komen voor de mijnwerkers in de 'Scranton arbitration' in 1885 en door er te fungeren als socialistisch raadgever van de Roosevelt Commissie in Philadelphia tijdens het vroege gedeelte van de 20e eeuw. Terwijl hij in Philadelphia zit werd hij verkozen tot gemeenteraadslid in Chicago in 1902. Hij onderscheidde er zich in de twee jaar dat hij er diende door met alle middelen een wet door te proberen duwen om de doodstraf af te schaffen maar hij slaagde daar niet in.

#### 1894
In 1894 nam hij ontslag om op te treden als advocaat voor Eugene Debs, de leider van de American Railway Union. Debs werd voor het gerecht gedaagd door de federale overheid voor het leiden van de Pullmanstaking datzelfde jaar. Darrow redde Debs in deze rechtszaak maar kon niet voorkomen dat hij een gevangenisstraf opliep in een andere rechtszaak.
Datzelfde jaar nam Darrow de eerste moordzaak in zijn carrière aan. Hij verdedigde de belangen van Patrick Eugene Pendergast, 'the mentally deranged drifter', die de moord op de burgemeester van Chicago had bekend. Zijn pleidooi voor de ontoerekeningsvatbaarheid van Pendergast werd niet gevolgd en hij werd nog hetzelfde jaar geëxecuteerd. Over de gehele carrière van Darrow beschouwd zou de 'Pendergast zaak' de enige zaak zijn die resulteerde in een executie.

#### Huwelijk
Zijn huwelijk liep uit op een echtscheiding in 1897. Darrow hertrouwde in 1903 met Ruby Hammerstorm, een journaliste.

### Nationale doorbraak
Hij trad in 1905 nationaal op de voorgrond toen hij de verdediging op zich nam van de leiders van de Western Federation of Miners die beschuldigd werden van het beramen van de moord op gouverneur Frank Steunenberg van Idaho.

#### 1911
Darrow reisde naar Los Angeles in 1911 om de verdediging op te nemen van de gebroeders McNamara, die beschuldigd werden van het opblazen van het gebouw van de Los Angeles Times. Hoewel hij de mannen van de doodstraf wist te redden werd hij er toch van beschuldigd de socialistische beweging te hebben verraden. Darrow werd naderhand zelf beschuldigd van poging tot omkoping van de jury.
Door de beschuldigingen van omkoping lieten de meeste socialistische vakbonden Darrow vallen waardoor hij zonder werk kwam te zitten. Dit was de reden om nu definitief de overstap te maken naar burgerlijke en strafzaken.

### Strafpleiter
Gedurende zijn carrière heeft Darrow zich toegewijd aan de afschaffing van de doodstraf die hij in strijd vond met de menselijke vooruitgang.
Hij nam in de zomer van 1924 de zaak van Leopold en Loeb aan: twee tieners uit welgestelde families in Chicago die beschuldigd werden van de ontvoering en moord op Bobby Franks, een 14-jarige jongen. De kranten van Chicago noemden de zaak 'het proces van de eeuw'. Darrow verbaasde de openbaar aanklager door de jongens schuldig te laten pleiten om zo een wraakzuchtige jury te ontlopen. Het slotpleidooi van Clarence duurde 12 uur, de rechter veroordeelde de jongens uiteindelijk tot levenslang plus 99 jaar.
Zijn slotpleidooi was een bestseller gedurende de late jaren 20 en vroege jaren 30 van de twintigste eeuw. Het boek wordt heruitgegeven na zijn dood.

### Zaak The Scopes Monkey Trial
Deze destijds met veel publiciteit omgeven Amerikaanse rechtszaak vond plaats in juli 1925. De middelbare schoolleraar, John Thomas Scopes (1900-1970), werd beschuldigd van het overtreden van de Butler Act, een kort daarvoor door de staat Tennessee aangenomen wet, die verbood omtrent het onderwerp menselijke evolutie te onderwijzen op elke door de staat gefinancierde school.
In deze zaak maakten beide partijen ruim gebruik van de gelegenheid argumenten aan te voeren omtrent hun standpunten voor en tegen de evolutietheorie en creationisme, alsook omtrent de vrijheid van onderwijs en de grondwettelijkheid van de betreffende wet.
Het proces werd gehouden in het Rhea County Courthouse kleine stadje Dayton in Rhea County. Het betrof een vorm van proefproces: Scopes wist niet zeker of hij ooit evolutie had onderwezen in de zin van de betreffende wet, maar hij beschuldigde zichzelf opzettelijk zodat er in deze zaak een verdachte was.
Scopes werd schuldig bevonden en kreeg een boete opgelegd van $ 100. Het vonnis werd echter vernietigd vanwege een vormfout. Het proces verkreeg intense nationale publiciteit, aangezien nationale verslaggevers massaal naar de zittingen te Dayton kwamen voor de verslaggeving over de onderlinge strijd die enkele fameuze advocaten voerden om de standpunten van de partijen te bepleiten. De advocaat en tevens politicus William Jennings Bryan, drievoudig presidentskandidaat, pleitte voor vervolging, terwijl Clarence Darrow Scopes verdedigde. Het proces legde de controverse bloot tussen de modernistische visie, die stelde dat evolutie niet in strijd was met religie, tegen fundamentalisten, die zeiden dat het Woord van God zoals geopenbaard in de bijbel voorrang had op alle menselijke kennis. De zaak werd hierdoor zowel gezien als een theologisch debat als een afweging van de vraag of de moderne wetenschap al dan niet op scholen zou moeten worden onderwezen.

### Overlijden
Clarence Seward Darrow overleed op 13 maart 1938 in Chicago op 80-jarige leeftijd aan hartfalen in het bijzijn van zijn vrouw Ruby, zoon Paul en jongste zus Jennie.

## Publicaties

### Over Clarence Darrow
- Farrell, John A. Clarence Darrow: Attorney For The Damned
- Kersten, A., Kersten, R. Clarence Darrow: American Iconoclast

### Door Clarence Darrow
- Why I am an Agnostic
- Farmington
- Crime: Its Cause and Treatment
- Argument of Clarence Darrow in the Case of the Communist Labor Party in the Criminal Court, Chicago
- Clarence Darrow's Plea In Defense Of Loeb And Leopold
- Remarks of Clarence Darrow at Memorial Services to George Burman Foster and at the Funeral of John P. Altgeld
- Realism in Literature and Art
- Darrow, Clarence, The Story of My Life, New York, London: Scribner, 1932 (de autobiografie van Clarence Darrow)